# Гяпік

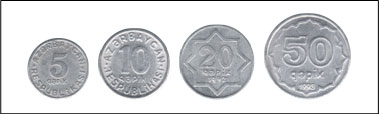
Порівняльні розміри

Гяпік (азерб. qəpik) — розмінна монета Азербайджанської республіки, рівна 1/100 маната. Після деномінації 2006 року в обігу знаходяться монети номіналом в 1, 3, 5, 10, 20 і 50 гяпіків.

## Етимологія та транслітерація
Зазвичай походження слова «гяпік» пов'язують з російським словом «копійка». Однак, за однією з версій, можливо, саме слово «копійка» — тюркського походження і має корінь, що означає собаку.
Слово «гяпік» поки не має однозначної транслітерації англійською мовою. Англомовні словники наводять як мінімум два варіанти написання — gopik і qepiq. На офіційному сайті Центрального банку Азербайджанської Республіки використовуються gepik і gapik, в англомовній «Вікіпедії» — qapik (англ.), стандарт, прийнятий в рамках Європейського союзу,— kepik.

## Випуск 1992—1993 роки
5, 20 і 50 гяпіків 1992 року через брак бронзи і нікелю не потрапляли в обіг. Їх розпродали як сувеніри.
| Зображення | Номінал    | Рік  | Метал (покриття) | Діаметр, мм | Товщина, мм | Маса, г | Гурт    |
| ---------- | ---------- | ---- | ---------------- | ----------- | ----------- | ------- | ------- |
|            | 5 гяпіків  | 1992 | Бронза           | 17          | 1,35        | 2,35    | Гладкий |
|            | 5 гяпіків  | 1993 | Алюміній         | 16,5        | 1,5         | 0,85    | Гладкий |
|            | 10 гяпіків | 1992 | Алюміній         | 19          | 1,6         | 0,98    | Гладкий |
|            | 20 гяпіків | 1992 | Бронза           | 19,5        | 1,45        | 3,2     | Гладкий |
|            | 20 гяпіків | 1992 | Алюміній         | 20          | 1,5         | 1,12    | Гладкий |
|            | 20 гяпіків | 1993 | Алюміній         | 20          | 1,5         | 1,12    | Гладкий |
|            | 50 гяпіків | 1992 | Нікель           | 23          | 1,5         | 5,1     | Гладкий |
|            | 50 гяпіків | 1992 | Алюміній         | 23          | 1,6         | 1,51    | Гладкий |
|            | 50 гяпіків | 1993 | Алюміній         | 23          | 1,6         | 1,51    | Гладкий |

## Випуск 2006 року

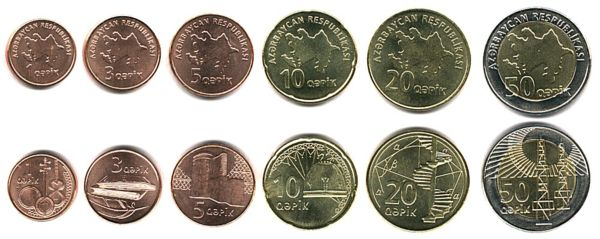
Порівняльні розміри

| Зображення | Номінал    | Метал (покриття)                         | Діаметр, мм | Товщина, мм | Маса, г | Гурт                                        |
| ---------- | ---------- | ---------------------------------------- | ----------- | ----------- | ------- | ------------------------------------------- |
|            | 1 гяпік    | Мідь/Сталь/Мідь                          | 16,25       | 1,9         | 2,8     | Гладкий                                     |
|            | 3 гяпіка   | Мідь/Сталь/Мідь                          | 18          | 2,15        | 3,45    | З вирізом                                   |
|            | 5 гяпіків  | Мідь/Сталь/Мідь                          | 19,75       | 2,2         | 4,85    | Рифлений                                    |
|            | 10 гяпіків | Латунь/Сталь/Латунь                      | 22,25       | 1,95        | 5,25    | Гладкий з 7-ю вибоїнами                     |
|            | 20 гяпіків | Латунь/Сталь/Латунь                      | 24,25       | 2,1         | 6,6     | Переривчасто - рубчастий                    |
|            | 50 гяпіків | кольцо: Сталь центр: Латунь/Сталь/Латунь | 25,5        | 2,2         | 7,7     | Рубчастий з написом Azərbaycan Respublikası |